# (4553) Doncampbell
(4553) Doncampbell (1982 RH) – planetoida z grupy pasa głównego asteroid okrążająca Słońce w ciągu 4,24 lat w średniej odległości 2,62 j.a. Odkryta 15 września 1982 roku.